# Пьетрикаджо
Пьетрикаджо (фр. Pietricaggio, корс. U Petricaghju) — коммуна во Франции, находится в регионе Корсика. Департамент коммуны — Верхняя Корсика. Входит в состав кантона Кастаньичча. Округ коммуны — Корте.
Код INSEE коммуны — 2B227.

## Население
Население коммуны на 2008 год составляло 46 человек.
| 1962 | 1968 | 1975 | 1982 | 1990 | 1999 | 2008 |
| ---- | ---- | ---- | ---- | ---- | ---- | ---- |
| 114  | 124  | 117  | 100  | 75   | 54   | 46   |

## Экономика
В 2007 году среди 26 человек в трудоспособном возрасте (15—64 лет) 14 были экономически активными, 12 — неактивными (показатель активности — 53,8 %, в 1999 году было 44,4 %). Из 14 активных работали 11 человек (10 мужчин и 1 женщина), безработных было 3 (2 мужчин и 1 женщина). Среди 12 неактивных 0 человек были учащимися или студентами, 5 — пенсионерами, 7 были неактивными по другим причинам.